# Вінко Єноваць
Вінко Єноваць (18 листопада 1948) — хорватський баскетболіст.
Срібний призер Олімпійських Ігор 1976 року, учасник 1972 року.
Переможець Середземноморських ігор 1971 року.
Чемпіон світу 1970 року, срібний призер 1974 року.
Чемпіон Європи 1973, 1975, 1977 років, срібний призер 1969, 1971 років.
Срібний призер Юнацького чемпіонату Європи (U-18) 1968 року.